# Asón (Arredondo)
Asón es una entidad de población española del municipio de Arredondo, perteneciente a la comunidad autónoma de Cantabria.

## Geografía
Está a una distancia de 3 kilómetros de la capital municipal, Arredondo.

## Historia
Hacia mediados del siglo XIX, el lugar ya pertenecía a Arredondo. Aparece descrito en el tercer volumen del Diccionario geográfico-estadístico-histórico de España y sus posesiones de Ultramar de Pascual Madoz con las siguientes palabras:

ASON: barrio en la prov. de Santander y part. jud. de Ramales; es uno de los que componen el l. de Arredondo (V.).
(Madoz, 1846, p. 42)

En 2023, la entidad singular de población tenía empadronados diecinueve habitantes.